# Liste der Bodendenkmäler in Sulzbach-Rosenberg
Auf dieser Seite sind die Bodendenkmäler in der Oberpfälzer Stadt Sulzbach-Rosenberg zusammengestellt. Diese Tabelle ist eine Teilliste der Liste der Bodendenkmäler in Bayern. Grundlage ist die Bayerische Denkmalliste, die auf Basis des Bayerischen Denkmalschutzgesetzes vom 1. Oktober 1973 erstmals erstellt wurde und seither durch das Bayerische Landesamt für Denkmalpflege geführt wird. Die folgenden Angaben ersetzen nicht die rechtsverbindliche Auskunft der Denkmalschutzbehörde.

## Bodendenkmäler der Stadt Sulzbach-Rosenberg

### Gemarkung Großalbershof
| Lage                                        | Objekt | Akten-Nr.     | Bild |
| ------------------------------------------- | --- | ------------- | ---- |
| Großalbershof Sulzbach-Rosenberg (Standort) | Höhle (A 265) mit steinzeitlichen und urnenfelderzeitlichen Funden, vorgeschichtliche Siedlung.              | D-3-6436-0017 |      |
| Großalbershof Sulzbach-Rosenberg (Standort) | Wüstung Peutental, untertägige Befunde der abgegangenen mittelalterlichen Wallfahrtskirche St. Anna.         | D-3-6436-0018 |      |
| Großalbershof Sulzbach-Rosenberg (Standort) | Untertägige Befunde des abgegangenen frühneuzeitlichen Schlosses Großalbershof, zuvor mittelalterliche Burg. | D-3-6436-0087 |      |
| Großalbershof Sulzbach-Rosenberg (Standort) | Mesolithische Freilandstation.                                                                               | D-3-6436-0095 |      |
| Großalbershof Sulzbach-Rosenberg (Standort) | Mesolithische Freilandstation.                                                                               | D-3-6436-0109 |      |
| Großalbershof Sulzbach-Rosenberg (Standort) | Archäologische Befunde der frühen Neuzeit im Bereich des jüdischen Friedhofs von Sulzbach.                   | D-3-6436-0198 |      |

### Gemarkung Holnstein
| Lage                           | Objekt                                                | Akten-Nr.     | Bild |
| ------------------------------ | ----------------------------------------------------- | ------------- | ---- |
| Holnstein Edelsfeld (Standort) | Mesolithische Freilandstation, neolithische Siedlung. | D-3-6436-0036 |      |

### Gemarkung Illschwang
| Lage                  | Objekt                                                                    | Akten-Nr.     | Bild |
| --------------------- | ------------------------------------------------------------------------- | ------------- | ---- |
| Illschwang (Standort) | Bestattungsplatz der Urnenfelderzeit und der Hallstattzeit mit Grabhügel. | D-3-6536-0038 |      |

### Gemarkung Poppenricht
| Lage                                      | Objekt | Akten-Nr.     | Bild |
| ----------------------------------------- | --- | ------------- | ---- |
| Poppenricht Sulzbach-Rosenberg (Standort) | Mesolithische Freilandstation. | D-3-6536-0083 |      |
| Poppenricht Sulzbach-Rosenberg (Standort) | Jungpaläolithische und mesolithische Freilandstation.                                                                                                   | D-3-6536-0084 |      |
| Poppenricht Sulzbach-Rosenberg (Standort) | Untertägige Befunde des Mittelalters und der frühen Neuzeit im Bereich der profanierten und teilweise abgebrochenen Kirche St. Barbara in Siebeneichen. | D-3-6536-0176 |      |

### Gemarkung Rosenberg
| Lage                                    | Objekt | Akten-Nr.     | Bild |
| --------------------------------------- | --- | ------------- | ---- |
| Rosenberg Sulzbach-Rosenberg (Standort) | Bronzezeitlicher Bestattungsplatz mit verebneten Grabhügeln. | D-3-6536-0014 |      |
| Rosenberg Sulzbach-Rosenberg (Standort) | Vorgeschichtlicher Bestattungsplatz mit verebneten Grabhügel. | D-3-6536-0075 |      |
| Rosenberg Sulzbach-Rosenberg (Standort) | Haselberghöhle (E 59a) und Abri (E 59b) mit Funden der Mittel- und Jungsteinzeit, der Urnenfelderzeit sowie menschlichen Skelettresten. Siehe auch: Abri                                                                       | D-3-6536-0076 |      |
| Rosenberg Sulzbach-Rosenberg (Standort) | Höhle (E 82) mit mittelpaläolithischen, mesolithischen und allgemein vorgeschichtlichen Funden. Siehe auch: Altsteinzeit | D-3-6536-0077 |      |
| Rosenberg Sulzbach-Rosenberg (Standort) | Urnenfelderzeitliche Höhensiedlung, mittelalterlicher Burgstall Rosenburg. | D-3-6536-0078 |      |
| Rosenberg Sulzbach-Rosenberg (Standort) | Abri mit vorgeschichtlichen Funden. | D-3-6536-0079 |      |
| Rosenberg Sulzbach-Rosenberg (Standort) | Mesolithische Freilandstation, vorgeschichtliche Siedlung. | D-3-6536-0081 |      |
| Rosenberg Sulzbach-Rosenberg (Standort) | Mesolithische Freilandstation. | D-3-6536-0082 |      |
| Rosenberg Sulzbach-Rosenberg (Standort) | Mesolithische Freilandstation. | D-3-6536-0144 |      |
| Rosenberg Sulzbach-Rosenberg (Standort) | Mesolithische Freilandstation. | D-3-6536-0145 |      |
| Rosenberg Sulzbach-Rosenberg (Standort) | Archäologische Befunde des abgegangenen frühneuzeitlichen Hammerschlosses Hammerphilippsburg, spätmittelalterlicher bzw. frühneuzeitlicher Eisenhammer.                                                                        | D-3-6536-0175 |      |
| Rosenberg Sulzbach-Rosenberg (Standort) | Archäologische Befunde des Mittelalters und der frühen Neuzeit im Bereich der Evangelisch-Lutherischen Pfarrkirche St. Johannes Baptist in Sulzbach-Rosenberg, darunter die Spuren von Vorgängerbauten bzw. älterer Bauphasen. | D-3-6536-0228 |      |

### Gemarkung Röckenricht
| Lage                                      | Objekt                                                                     | Akten-Nr.     | Bild |
| ----------------------------------------- | -------------------------------------------------------------------------- | ------------- | ---- |
| Röckenricht Sulzbach-Rosenberg (Standort) | Bestattungsplatz der Bronzezeit mit mindestens einem verebneten Grabhügel. | D-3-6436-0024 |      |
| Röckenricht Sulzbach-Rosenberg (Standort) | Mesolithische Freilandstation.                                             | D-3-6436-0206 |      |

### Gemarkung Sulzbach
| Lage                                   | Objekt | Akten-Nr.     | Bild |
| -------------------------------------- | --- | ------------- | ---- |
| Sulzbach Sulzbach-Rosenberg (Standort) | Archäologische Befunde des Mittelalters und der frühen Neuzeit in der historischen Altstadt von Sulzbach. | D-3-6436-0022 |      |
| Sulzbach Sulzbach-Rosenberg (Standort) | Archäologische Befunde des Mittelalters und frühen Neuzeit im Bereich des Schlosses von Sulzbach, zuvor mittelalterliche Burg, Höhensiedlungen der mittleren Bronzezeit, der Urnenfelderzeit und der Späthallstatt-/Frühlatènezeit. | D-3-6436-0023 |      |
| Sulzbach Sulzbach-Rosenberg (Standort) | Hallstattzeitlicher Bestattungsplatz mit verebneten Grabhügeln. | D-3-6436-0051 |      |
| Sulzbach Sulzbach-Rosenberg (Standort) | Obere Sternsteinhöhle oder Waldhöhle oder Osterloch (A 81) mit vorgeschichtlichen und mittelalterlichen Funden. | D-3-6436-0052 |      |
| Sulzbach Sulzbach-Rosenberg (Standort) | Höhle Schreiermaiglloch oder Hurenloch (A 173) mit mesolithischen und urnenfelderzeitlichen Funden. | D-3-6436-0053 |      |
| Sulzbach Sulzbach-Rosenberg (Standort) | Untere Sternsteinhöhle (A 251) mit Funden der Urnenfelderzeit. | D-3-6436-0054 |      |
| Sulzbach Sulzbach-Rosenberg (Standort) | Westliche Sternsteingrotte (A 258) mit vorgeschichtlichen, z. T. urnenfelderzeitlichen Funden. | D-3-6436-0055 |      |
| Sulzbach Sulzbach-Rosenberg (Standort) | Östliche Sternsteingrotte (A 198) mit neolithischen und urnenfelderzeitlichen Funden. | D-3-6436-0056 |      |
| Sulzbach Sulzbach-Rosenberg (Standort) | Höhensiedlung mit Abschnittsbefestigung vor- und frühgeschichtlicher Zeitstellung. | D-3-6436-0057 |      |
| Sulzbach Sulzbach-Rosenberg (Standort) | Höhle in der Höll (A 174) mit historischen Funden. | D-3-6436-0058 |      |
| Sulzbach Sulzbach-Rosenberg (Standort) | Mittelalterliche Schachtanlage. | D-3-6436-0059 |      |
| Sulzbach Sulzbach-Rosenberg (Standort) | Siedlung der Urnenfelderzeit. | D-3-6436-0060 |      |
| Sulzbach Sulzbach-Rosenberg (Standort) | Mesolithische Freilandstation, vorgeschichtliche Siedlung. | D-3-6436-0064 |      |
| Sulzbach Sulzbach-Rosenberg (Standort) | Vorgeschichtliche Siedlung. | D-3-6436-0065 |      |
| Sulzbach Sulzbach-Rosenberg (Standort) | Mesolithische Freilandstation. | D-3-6436-0073 |      |
| Sulzbach Sulzbach-Rosenberg (Standort) | Frühmittelalterliche Siedlung. | D-3-6436-0083 |      |
| Sulzbach Sulzbach-Rosenberg (Standort) | Untertägige Befunde im Bereich der Katholischen Wallfahrtskirche St. Anna in Sulzbach-Rosenberg, darunter die Spuren von Vorgängerbauten und älteren Bauphasen.                                                                     | D-3-6436-0093 |      |
| Sulzbach Sulzbach-Rosenberg (Standort) | Mesolithische Freilandstation. | D-3-6436-0094 |      |
| Sulzbach Sulzbach-Rosenberg (Standort) | Mesolithische Freilandstation. | D-3-6436-0106 |      |
| Sulzbach Sulzbach-Rosenberg (Standort) | Mesolithische Freilandstation. | D-3-6436-0107 |      |
| Sulzbach Sulzbach-Rosenberg (Standort) | Mesolithische Freilandstation. | D-3-6436-0108 |      |
| Sulzbach Sulzbach-Rosenberg (Standort) | Archäologische Befunde des Mittelalters und der frühen Neuzeit im Bereich der Katholischen Pfarrkirche Mariä Himmelfahrt in Sulzbach-Rosenberg, darunter die Spuren von Vorgängerbauten bzw. älterer Bauphasen.                     | D-3-6436-0179 |      |
| Sulzbach Sulzbach-Rosenberg (Standort) | Untertägige Befunde des Mittelalters und der frühen Neuzeit im Bereich der profanierten Spitalkirche und der zum Spital gehörenden Gebäude in Sulzbach-Rosenberg, darunter die Spuren von Vorgängerbauten und älteren Bauphasen.    | D-3-6436-0180 |      |
| Sulzbach Sulzbach-Rosenberg (Standort) | Untertägige Befunde der frühen Neuzeit im Bereich der Friedhofskirche St. Georg in Sulzbach-Rosenberg, darunter die Spuren von Vorgängerbauten und älteren Bauphasen.                                                               | D-3-6436-0193 |      |
| Sulzbach Sulzbach-Rosenberg (Standort) | Archäologische Befunde des Mittelalters und der frühen Neuzeit im Bereich der ehemalige Synagoge in Sulzbach-Rosenberg, darunter die Spuren von Vorgängern bzw. älteren Bauphasen.                                                  | D-3-6436-0197 |      |
| Sulzbach Sulzbach-Rosenberg (Standort) | Untertägige Befunde im Bereich der spätmittelalterlichen und frühneuzeitlichen Stadtbefestigung von Sulzbach. | D-3-6436-0199 |      |
| Sulzbach Sulzbach-Rosenberg (Standort) | Mesolithische Freilandstation. | D-3-6436-0201 |      |

### Gemarkung Trondorf
| Lage                                                  | Objekt | Akten-Nr.     | Bild |
| ----------------------------------------------------- | --- | ------------- | ---- |
| Trondorf Neukirchen bei Sulzbach-Rosenberg (Standort) | Höhle Osterloch oder Osterhöhle (A 94) mit Funden der Späthallstatt-/Frühlatènezeit und des Spätmittelalters. | D-3-6435-0106 |      |
| Trondorf Sulzbach-Rosenberg (Standort)                | Mesolithische Freilandstation. Siehe auch: Mittelsteinzeit, Freilandstation                                   | D-3-6436-0012 |      |
| Trondorf Sulzbach-Rosenberg (Standort)                | Mesolithische Freilandstation, neolithische Siedlung. Siehe auch: Jungsteinzeit                               | D-3-6436-0014 |      |
| Trondorf Sulzbach-Rosenberg (Standort)                | Mesolithische Freilandstation, vorgeschichtliche Siedlung.                                                    | D-3-6436-0068 |      |
| Trondorf Sulzbach-Rosenberg (Standort)                | Mesolithische Freilandstation, Bestattungsplatz vor- und frühgeschichtlicher Zeitstellung.                    | D-3-6436-0069 |      |
| Trondorf Sulzbach-Rosenberg (Standort)                | Mindestens ein vorgeschichtlicher Grabhügel.                                                                  | D-3-6536-0074 |      |